# 炭化物
炭化物（たんかぶつ、英: carbide）とは、炭素と、炭素よりも陽性が高い元素からなる化合物の総称。いくつかの型に大別される。

## イオン性炭化物
炭素からなるアニオン種 {\displaystyle {\ce {C^{4-}}}}、{\displaystyle {\ce {C2^{2-}}}}、{\displaystyle {\ce {C3^{4-}}}} と、他の陽性の元素からなる化合物。アニオン種の種類により、メタニド (methanide, {\displaystyle {\ce {M^{+}4C^{4-}\ , M^{2+}2C^{4-}}}}, ...)、アセチリド (acetylide, {\displaystyle {\ce {M^{+}2C2^{2-}\ , M^{2+}C2^{2-}}}}, ...)、アリリド (allylide, {\displaystyle {\ce {M^{+}4C3^{4-}\ , M^{2+}2C3^{4-}}}}, ...) などに分類される。
炭化カルシウム (CaC2) は「カーバイド」とも呼ばれ、アセチレンランプのアセチレンガス発生源として用いられるアセチリドである。

## 共有結合性炭化物
炭化ケイ素 (SiC)、炭化ホウ素 (B4C) など、元素同士が共有結合で結びついた炭化物。共有結合結晶を作り、ダイヤモンドと同様に高い硬度を示す。

## 侵入型炭化物
遷移金属などの結晶格子の隙間へ炭素が侵入した化合物。例えば、隙間のすべてに炭素が侵入した炭化物は、NaCl型の構造と MC の組成を示す。